# 地球最後の男オメガマン
『地球最後の男オメガマン』（ちきゅうさいごのおとこオメガマン、The Omega Man）は、1971年制作のアメリカ映画で、ワーナー・ブラザース配給のSF映画。リチャード・マシスンの小説“I Am Legend”（日本語版は『地球最後の男』。後年には『アイ・アム・レジェンド』へ改題。）の2度目の映画化作品である。なお、2007年に公開された映画『アイ・アム・レジェンド』は、同じ原作からの3度目の映画化作品である。

## あらすじ
ソ連と中国の間で細菌戦争が勃発し、ほぼすべての人類が息絶えた世界。アメリカ合衆国のロサンゼルスにて唯一健康な状態で生き残ったのは、自らが研究・開発していた抗体ワクチンを注射したネビルだけであった。一方、ワクチン無しでかろうじて生き残った人々は、肉体を蝕まれて肌や髪が真っ白と化し、強い光に当たれない身体と化していた。彼らは自分たちを「家族」と称して徒党を組み、自分たちを苦しめる元凶となった科学技術を敵視し、その担い手であったネビルにも敵対していた。
「家族」との戦いに明け暮れる孤独な日々を続けていたネビルは、ある日「家族」ではない女性の姿を発見して追跡するが、地下の酒場で「家族」の待ち伏せに遭って捕まり、スタジアムで処刑されることが決まる。しかし、ネビルは処刑の直前にダッチという若者に助け出されたうえ、案内先では追跡していた相手のリサという女性や、少年たち8人と出会う。
細菌による症状を見せ始めていたリサの弟リッチーを救うため、ネビルは自分の血で血清を作成し、リッチーは回復する。その間にネビルとリサの間に愛が芽生え、彼らは安全な場所を求めてロサンゼルスを離れることを決める。だが、彼らに悲劇は次第に忍び寄ってきていたのだった。

## キャスト
※括弧内は日本語吹替（初回放送1975年10月5日『日曜洋画劇場』）※ソフト未収録。
- ロバート・ネビル - チャールトン・ヘストン（納谷悟朗）
- マサイアス - アンソニー・ザーブ（家弓家正）
- リサ - ロザリンド・キャッシュ（此島愛子）
- ダッチ - ポール・コスロ（青野武）
- ザカリー - リンカーン・キルパトリック（田中信夫）
- リッチー - エリック・ラヌービル（田中亮一）
- 少女 - ジル・ジラルディ（野沢雅子）
- 納骨所の女 - アンナ・アリーズ
- トミー - ブライアン・トチ

## ウッドストック
本作の冒頭部でネビルが観ているのは「ウッドストック・フェスティバル」の記録映画（『ウッドストック/愛と平和と音楽の三日間』）である。1970年に、同じくワーナーブラザーズによって配給・公開された。日本公開版劇場用パンフレットの記述によれば、「四十万人の大観衆が映る画面を一人で観るネビル」という図式によって死の世界を効果的に演出したという。